# Chiretolpis erubescens
Chiretolpis erubescens är en fjärilsart som beskrevs av George Francis Hampson 1891. Chiretolpis erubescens ingår i släktet Chiretolpis och familjen björnspinnare. Inga underarter finns listade i Catalogue of Life.